# Carl von Plotho
Carl Johann Joachim Friedrich baron von Plotho (né le 25 avril 1780 à Löwen, arrondissement de Brieg (de) et mort le 10 décembre 1820) est un lieutenant-colonel de l'infanterie royale prussienne ainsi qu'un historien et écrivain militaire.

## Biographie
Plotho est issu de la branche magdebourgeoise et de Basse-Silésie "Räckendorf-Codlewe-Zerben" de la famille von Plotho et est le fils de Christian Friedrich Werner baron von Plotho, seigneur de Räckendorf, et de Charlotte von Platen de la branche de Klingen.
Il est officier dans le 33e régiment d'infanterie "von Alvensleben (de)" à Glatz, mais prend sa retraite en 1802 et se marie pour la première fois. Après son divorce, il entre au service russe dans le régiment de grenadiers de Saint-Pétersbourg en 1804. Au cours de la guerre de la Quatrième Coalition (1806-1807), il passe en 1806 au service des Prussiens et devient, en tant qu'officier royal prussien, aide de camp du grand-duc Constantin (1779-1839) au quartier général russe. Bientôt, il devient capitaine d'état-major et reçoit le 25 février 1807 l'ordre militaire "Pour le Mérite" du roi de Prusse Frédéric-Guillaume III pour sa participation à la bataille d'Eylau. La lettre d'accompagnement correspondante adressée au général de cavalerie Levin August von Bennigsen (1745-1826) à Memel dit : « Dem Lieutenant v. P., que vous m'avez particulièrement recommandé, j'approuve sa bonne conduite tant avec Gen. Ostermann-Tolstoï, ainsi que dans diverses affaires dans lesquelles il était présent, l'ordre plm . "
En 1808, Plotho devient capitaine effectif ou premier capitaine et commandant de compagnie dans le nouveau régiment d'infanterie du corps. La même année, il se marie pour la deuxième fois. En 1811, il prend à nouveau congé de l'armée et obtient le grade de major. En 1812, il est réengagé comme brigadier d'arrondissement dans la gendarmerie, mais est rapidement commandé au quartier général du roi, où il participe aux campagnes de 1813 et 1814. Nommé major de place à Potsdam en 1814 et promu lieutenant-colonel en 1816, il meurt dès 1820.
Plotho se marie Johanna Elisabeth von Nimpsch lors de son premier mariage en 1802, dont il divorce de nouveau en 1804. Dans son deuxième mariage, il se marie le 30 septembre 1808 à Riga avec Dorothea Elisabeth von Assmann (né au manoir d'Ahof près de Riga). Les deux mariages restent sans enfant.

## Travaux
Dans ses ouvrages d'histoire militaire, qui sont encore souvent cités par les historiens, Plotho traite principalement de descriptions détaillées de la guerre et de l'armée russe de son temps.
Surtout dans son ouvrage principal en quatre parties, Der Krieg in Deutschland und Frankreich in den Jahren 1813–1815, il décrit les guerres napoléoniennes d'un point de vue militaire de manière très détaillée, de sorte que les mouvements quotidiens des troupes peuvent être retracés. Ses suppléments contiennent des informations précieuses sur l'histoire de la famille, mais également des détails sur l'histoire de la formation. Depuis que le dernier classement imprimé de l'armée prussienne est publié en 1806, l'ouvrage renseigne également sur le nouveau corps des officiers créé par la réforme de l'armée (introduction du système Krümper (de) et fondation de la Landwehr par Scharnhorst et Gneisenau). Cela fait des suppléments de Plotho une source importante sur la composition du corps des officiers des guerres napoléoniennes, d'autant plus que les suppléments mentionnent également les grades et les fonctions du groupe des officiers subalternes.
- Ueber die Entstehung, die Fortschritte und die gegenwärtige Verfassung der Russischen Armee, doch insbesondere von der Infanterie. Berlin 1811, E-Book,  (ISBN 978-3-941919-21-1), Verlag Becker, Potsdam 2009
- Tagebuch während des Krieges zwischen Rußland und Preußen einerseits und Frankreich andrerseits in den Jahren 1806 und 1807. Mit 2 illuminirten Plänen. Berlin 1811 – Das Tagebuch beschreibt u. a. die Schlachten von Pultusk, Eylau, Heilsberg und Friedberg sowie der Frieden von Tilsit (9. Juli 1807). – Inhaltsangabe mit Beilagenverzeichnis
- Die Kosaken, oder Geschichte derselben von ihrem Ursprunge bis auf die Gegenwart mit einer Schilderung ihrer Verfassung und ihrer Wohnplätze. Berlin 1811
- Der Krieg in Deutschland und Frankreich in den Jahren 1813–1814, 4 Bände, davon im Einzelnen
  - Band 1: Zeitraum vom 1. Januar 1813 bis zum 10ten August 1813, mit 26 Beilagen. Berlin 1817 – Digitalisat
  - Band 2: Zeitraum vom 10ten August bis Ende Dezember 1813, mit 29 Beilagen. Berlin 1817 – Digitalisat
  - Band 3: Zeitraum vom Januar 1814 bis zum Frieden von Paris, mit 25 Beilagen und einem Plan von Wittenberg. Berlin 1817 – digitalisierte Wiedergabe des Textes, Digitalisat
  - Band 4: Der Krieg des verbündeten Europa gegen Frankreich im Jahre 1815. Berlin 1818 – Digitalisat

## Décorations
- Pour le Mérite (25 février 1807)
- Ordre de Sainte-Anne 2e classe
- Ordre de Saint-Vladimir 4e classe
- Croix de fer 2e classe